# St. Bartholomäus (Clenze)

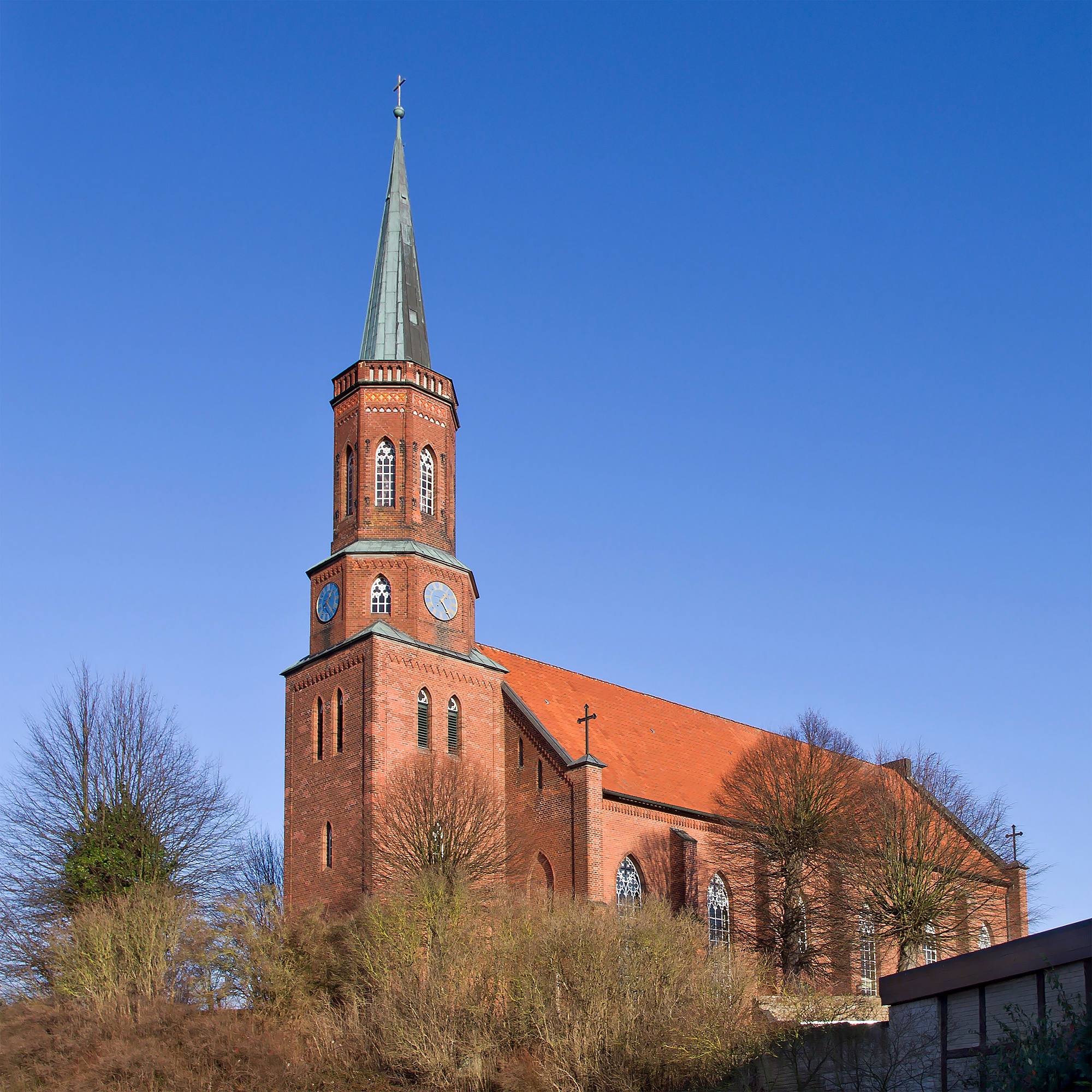
St. Bartholomäus

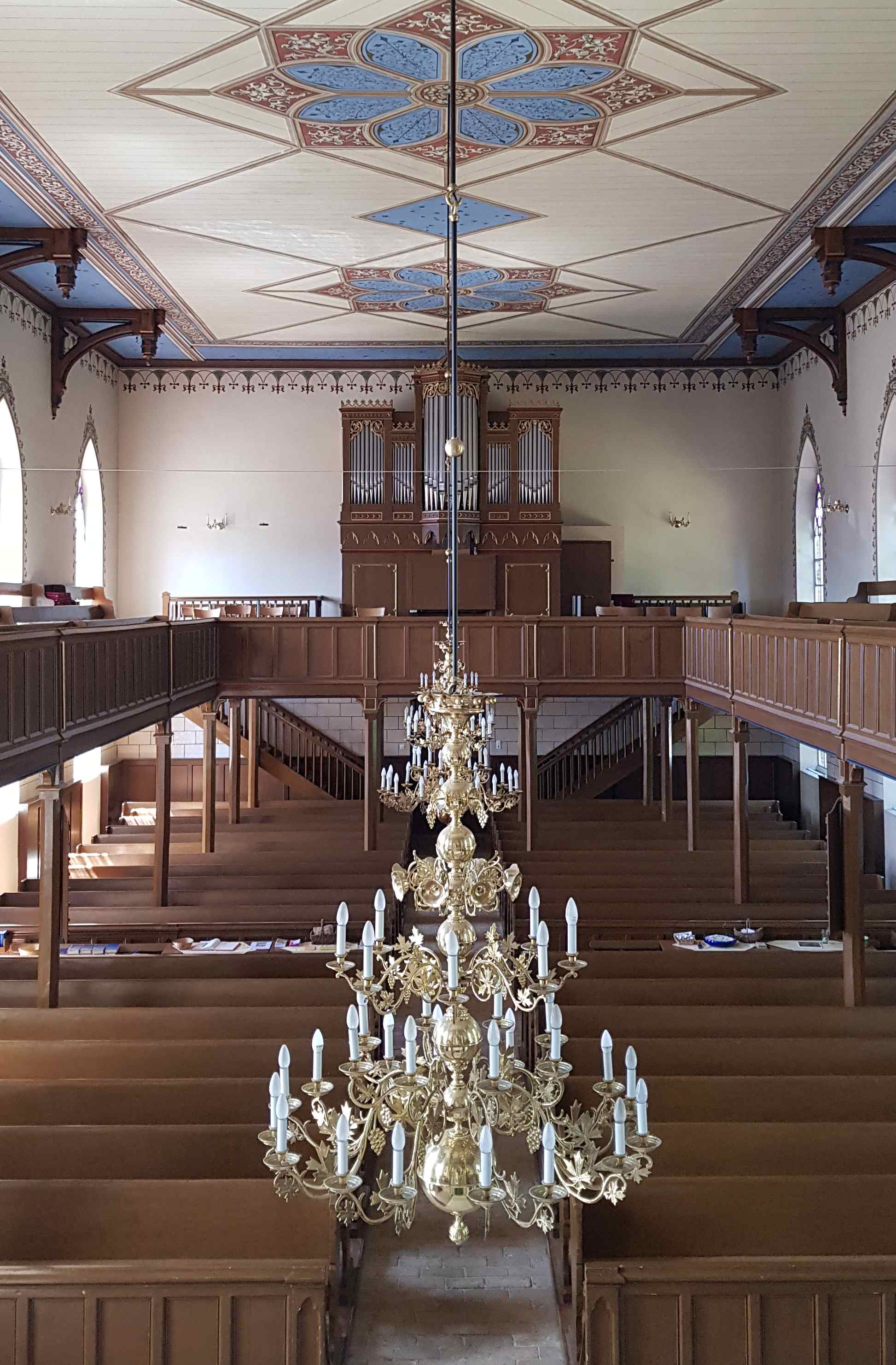
Innenansicht mit Orgel

Die evangelisch-lutherische denkmalgeschützte Kirche St. Bartholomäus steht im Flecken Clenze im Landkreis Lüchow-Dannenberg von Niedersachsen. Die Kirchengemeinde gehört zum Kirchenkreis Lüchow-Dannenberg im Sprengel Lüneburg der Evangelisch-lutherischen Landeskirche Hannovers.

## Beschreibung
Der Vorgängerbau, eine Saalkirche aus Feldsteinen mit halbrundem Schluss des Chors, war 1325 errichtet worden. Der Kirchturm war am 22. September 1827 durch einen Brand so schwer beschädigt worden, dass ein Wiederaufbau nicht lohnte. Wegen des schlechten Gesamtzustands der Kirche beschloss die Kirchengemeinde einen Neubau. Diese am 20. Juli 1856 eingeweihte neugotische Saalkirche aus Backsteinen zu sechs Achsen hat einen geraden Ostschluss. Die ersten drei Geschosse des Kirchturms im Westen stehen auf quadratischem Grundriss. Hinter den Klangarkaden im obersten Geschoss befindet sich der Glockenstuhl, in dem drei Kirchenglocken hängen, die von der Glocken- und Kunstgießerei Rincker 1972 und 1975 gegossen wurden. Darauf befindet sich ein achtseitiges Geschoss für die Turmuhr. Ein weiteres eingezogenes Geschoss endet mit Arkaden, zwischen denen sich ein spitzer Helm erhebt. Das Kirchenschiff ist mit einem Satteldach bedeckt. 
Der Innenraum ist mit einer Flachdecke überspannt, die mit Ornamenten bemalt ist. Die Emporen befinden sich an drei Seiten. Gegenüber der Orgelempore steht ein Kanzelaltar aus der Mitte des 19. Jahrhunderts. Die Kirchenausstattung stammt weitgehend aus der Erbauungszeit, das Altarkreuz allerdings aus dem Jahr 1978. Die Orgel hat 1856 Johann Andreas Engelhardt gebaut. Sie wurde 1968–70 von Karl Schuke erneuert. Im Frühjahr 2000 wurde von den Gebrüdern Hillebrand die Intonation verbessert.